# Monfort (Gers)
Pour les articles homonymes, voir Monfort.
Monfort est une commune française située dans le département du Gers, en région Occitanie. Sur le plan historique et culturel, la commune est dans le Fézensaguet, un petit pays gascon, ancienne vicomté se situant entre l'Armagnac et la Lomagne.
Exposée à un climat océanique altéré, elle est drainée par l'Arrats, l'Orbe, le ruisseau de la Barage, le ruisseau de Lourbat et par divers autres petits cours d'eau. La commune possède un patrimoine naturel remarquable composé de deux zones naturelles d'intérêt écologique, faunistique et floristique.
Monfort est une commune rurale qui compte 513 habitants en 2022, après avoir connu un pic de population de 1 452 habitants en 1831. Ses habitants sont appelés les Monfortois ou  Monfortoises.
Le patrimoine architectural de la commune comprend deux  immeubles protégés au titre des monuments historiques : l'église Saint-Clément, classée en 1964, et le château d'Esclignac, inscrit en 2016.

## Géographie

### Localisation
Monfort est une commune gasconne de Lomagne située sur la RD 654 entre Fleurance et Mauvezin, dans le nord-est du département du Gers.
Monfort est à 32 km au N-E d'Auch, 64 km de Toulouse, 55 km de Montauban, 59 km d'Agen et 104 km de Tarbes.

### Communes limitrophes
Les communes limitrophes sont Bajonnette, Bivès, Cadeilhan, Homps, Labrihe, Mauvezin, Saint-Brès, Sainte-Gemme, Sérempuy et Solomiac.
| Cadeilhan (par un quadripoint) | Bivès    | Homps             |
| Bajonnette, Saint-Brès         | Monfort  | Solomiac          |
| Sainte-Gemme                   | Sérempuy | Labrihe, Mauvezin |

### Géologie et relief
Monfort se situe en zone de sismicité 1 (sismicité très faible).

### Hydrographie

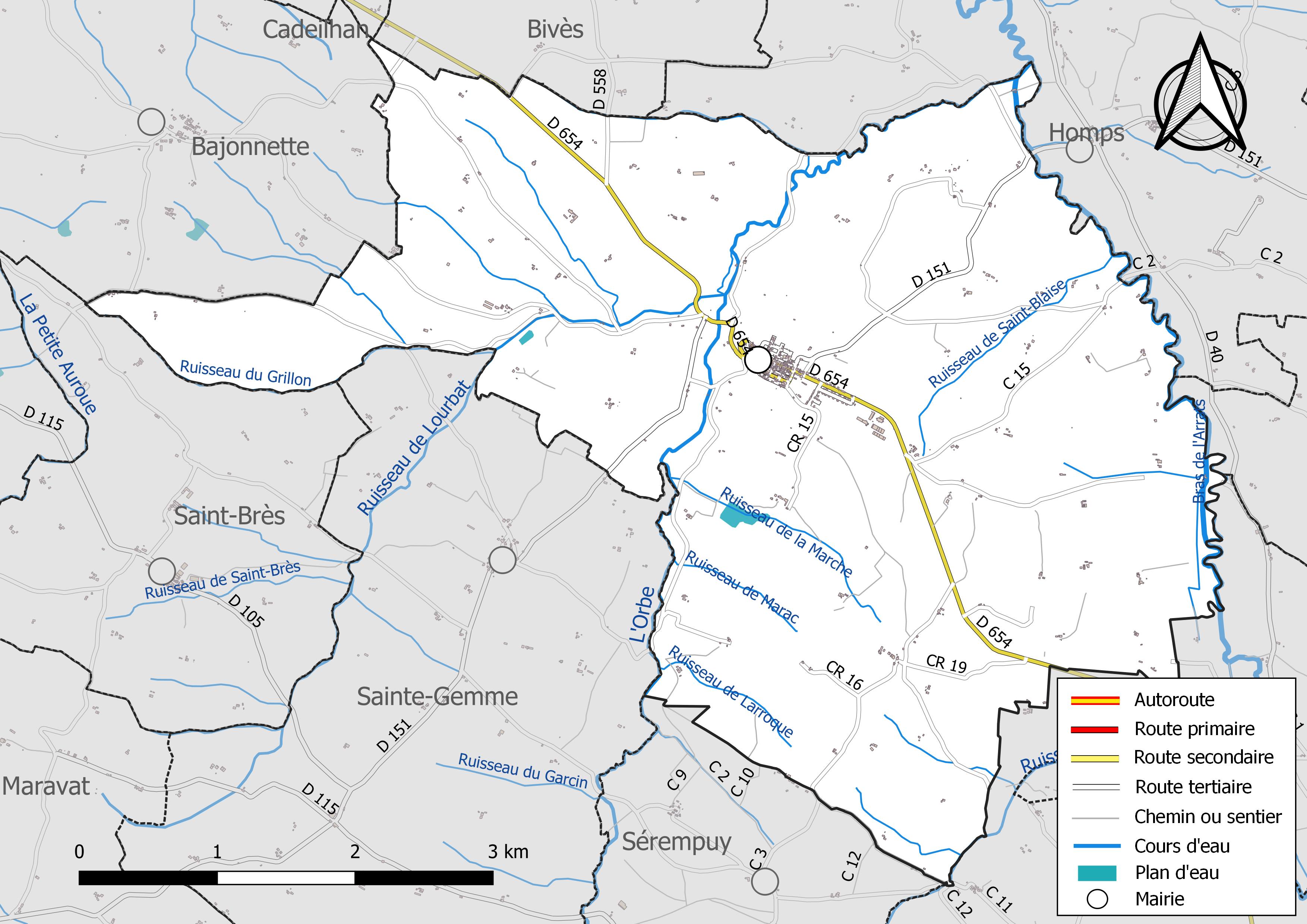
Réseaux hydrographique et routier de Monfort.

La commune est dans le bassin de la Garonne, au sein du bassin hydrographique Adour-Garonne. Elle est drainée par l'Arrats, l'Orbe, le ruisseau de la Barage, le ruisseau de Lourbat, un bras de l'Arrats, un bras de l'Arrats, un bras de l'Orbe, le ruisseau de la Marche, le ruisseau de Larroque, le ruisseau de Marac, le ruisseau de Saint-Blaise, le ruisseau du Grillon et par divers petits cours d'eau, qui constituent un réseau hydrographique de 28 km de longueur totale,.
L'Arrats, d'une longueur totale de 162,1 km, prend sa source dans la commune de Lannemezan et s'écoule vers le nord. Il traverse la commune et se jette dans la Garonne à Saint-Loup, après avoir traversé 66 communes.
L'Orbe, d'une longueur totale de 16,6 km, prend sa source dans la commune de Crastes et s'écoule du sud-ouest vers le nord-est. Il traverse la commune et se jette dans l'Arrats sur le territoire communal, après avoir traversé 9 communes.

### Climat
Pour des articles plus généraux, voir Climat de l'Occitanie et Climat du Gers.
En 2010, le climat de la commune est de type climat du Bassin du Sud-Ouest, selon une étude s'appuyant sur une série de données couvrant la période 1971-2000. En 2020, Météo-France publie une typologie des climats de la France métropolitaine dans laquelle la commune est exposée à un climat océanique altéré et est dans la région climatique Aquitaine, Gascogne, caractérisée par une pluviométrie abondante au printemps, modérée en automne, un faible ensoleillement au printemps, un été chaud (19,5 °C), des vents faibles, des brouillards fréquents en automne et en hiver et des orages fréquents en été (15 à 20 jours).
Pour la période 1971-2000, la température annuelle moyenne est de 13,1 °C, avec une amplitude thermique annuelle de 15,7 °C. Le cumul annuel moyen de précipitations est de 716 mm, avec 9,6 jours de précipitations en janvier et 6 jours en juillet. Pour la période 1991-2020, la température moyenne annuelle observée sur la station météorologique la plus proche, située sur la commune de Mauroux à 13 km à vol d'oiseau, est de 14,0 °C et le cumul annuel moyen de précipitations est de 677,6 mm,. Pour l'avenir, les paramètres climatiques de la commune estimés pour 2050 selon différents scénarios d’émission de gaz à effet de serre sont consultables sur un site dédié publié par Météo-France en novembre 2022.

### Milieux naturels et biodiversité
L’inventaire des zones naturelles d'intérêt écologique, faunistique et floristique (ZNIEFF) a pour objectif de réaliser une couverture des zones les plus intéressantes sur le plan écologique, essentiellement dans la perspective d’améliorer la connaissance du patrimoine naturel national et de fournir aux différents décideurs un outil d’aide à la prise en compte de l’environnement dans l’aménagement du territoire.
Une ZNIEFF de type 1 est recensée sur la commune :
les « bois et bosquets de Bives » (826 ha), couvrant 4 communes du département et une ZNIEFF de type 2, : 
le « cours de l'Arrats » (815 ha), couvrant 30 communes dont 22 dans le Gers et huit dans le Tarn-et-Garonne.

Carte des ZNIEFF de type 1 et 2 à Monfort.
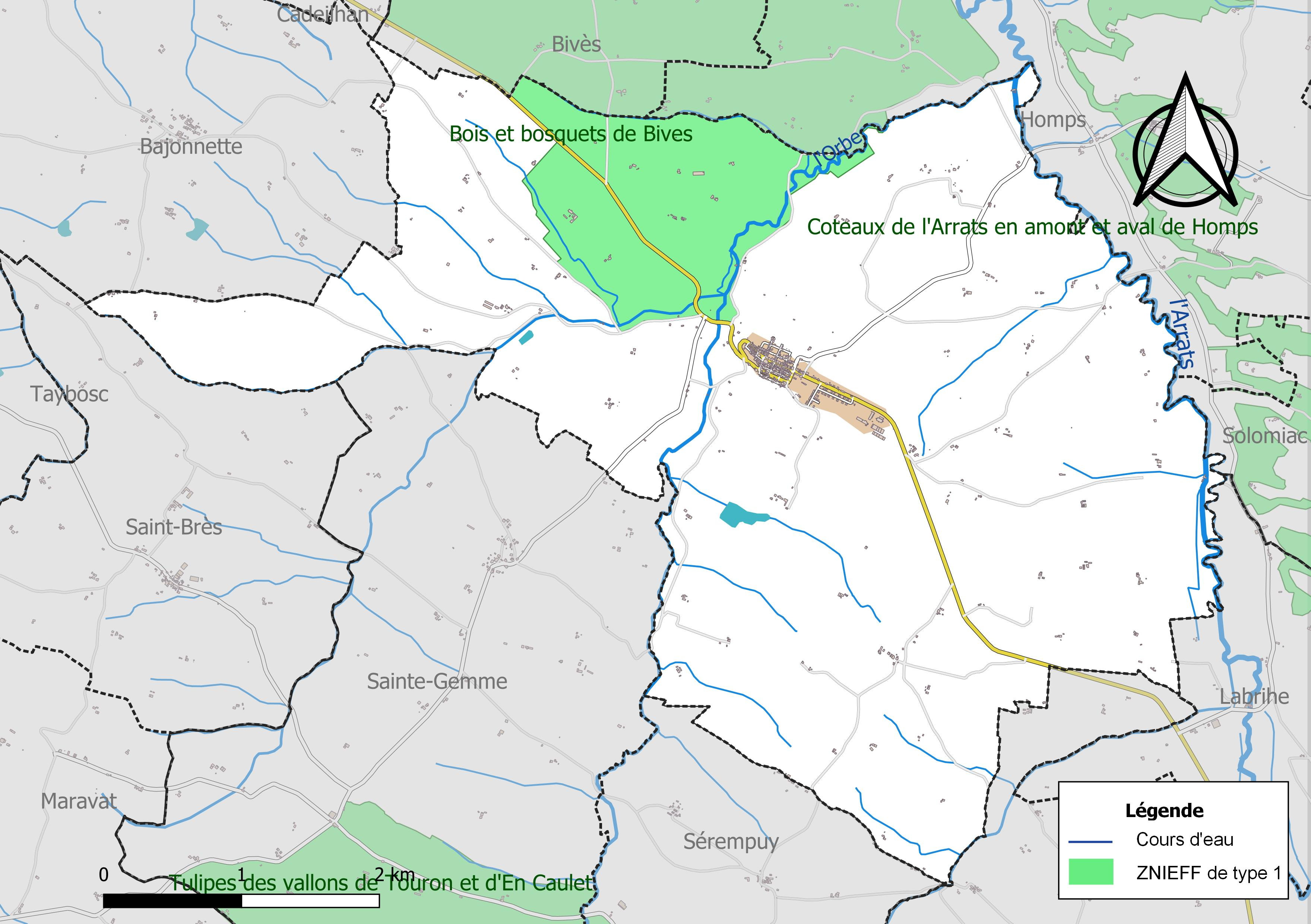
Carte de la ZNIEFF de type 1 sur la commune.
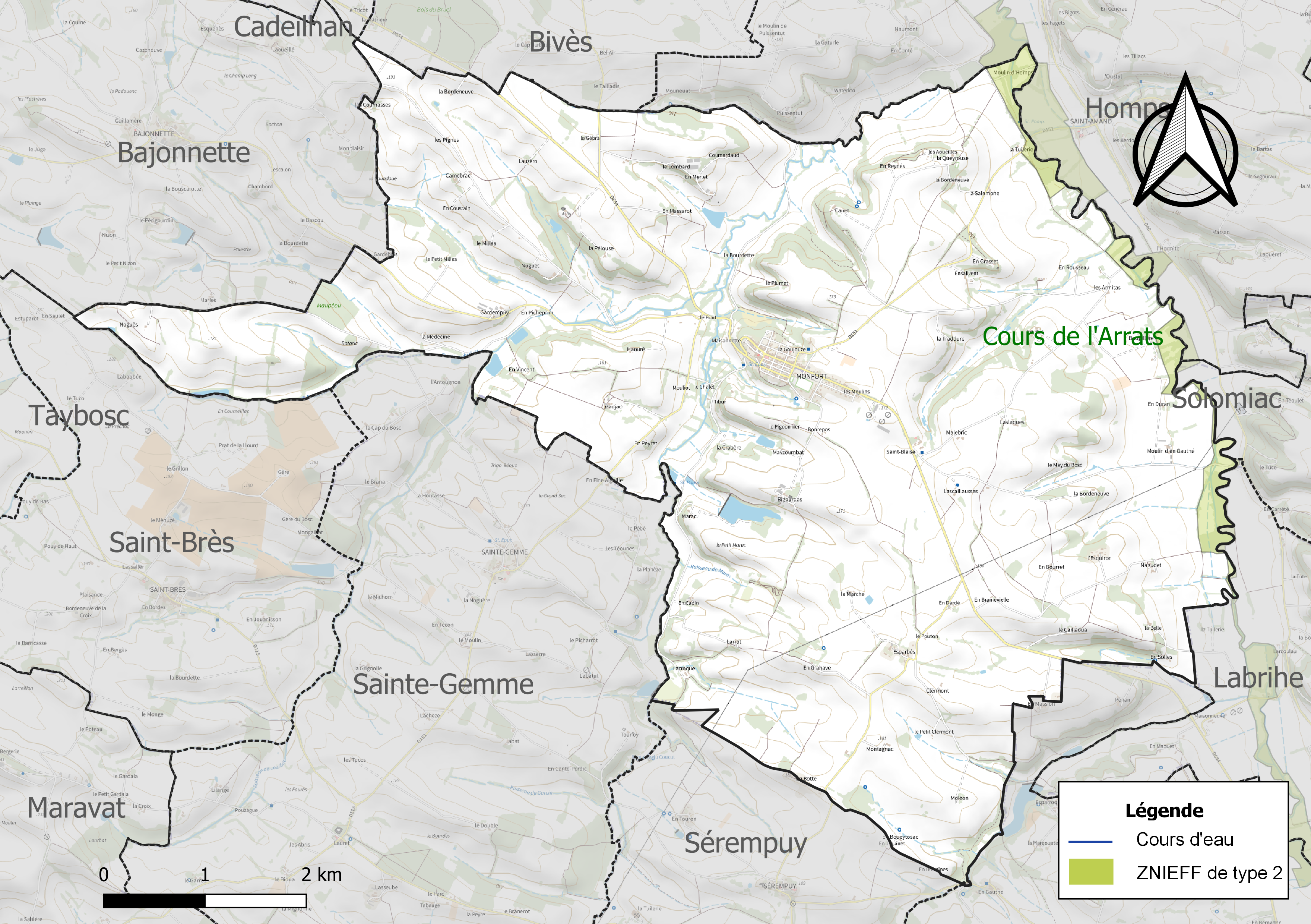
Carte de la ZNIEFF de type 2 sur la commune.

## Urbanisme

### Typologie
Au 1er janvier 2024, Monfort est catégorisée commune rurale à habitat dispersé, selon la nouvelle grille communale de densité à sept niveaux définie par l'Insee en 2022.
Elle est située hors unité urbaine et hors attraction des villes,.

### Occupation des sols
L'occupation des sols de la commune, telle qu'elle ressort de la base de données européenne d’occupation biophysique des sols Corine Land Cover (CLC), est marquée par l'importance des territoires agricoles (98,8 % en 2018), en diminution par rapport à 1990 (100 %). La répartition détaillée en 2018 est la suivante : 
terres arables (79,3 %), zones agricoles hétérogènes (17,6 %), prairies (1,9 %), zones urbanisées (1,2 %). L'évolution de l’occupation des sols de la commune et de ses infrastructures peut être observée sur les différentes représentations cartographiques du territoire : la carte de Cassini (XVIIIe siècle), la carte d'état-major (1820-1866) et les cartes ou photos aériennes de l'IGN pour la période actuelle (1950 à aujourd'hui).

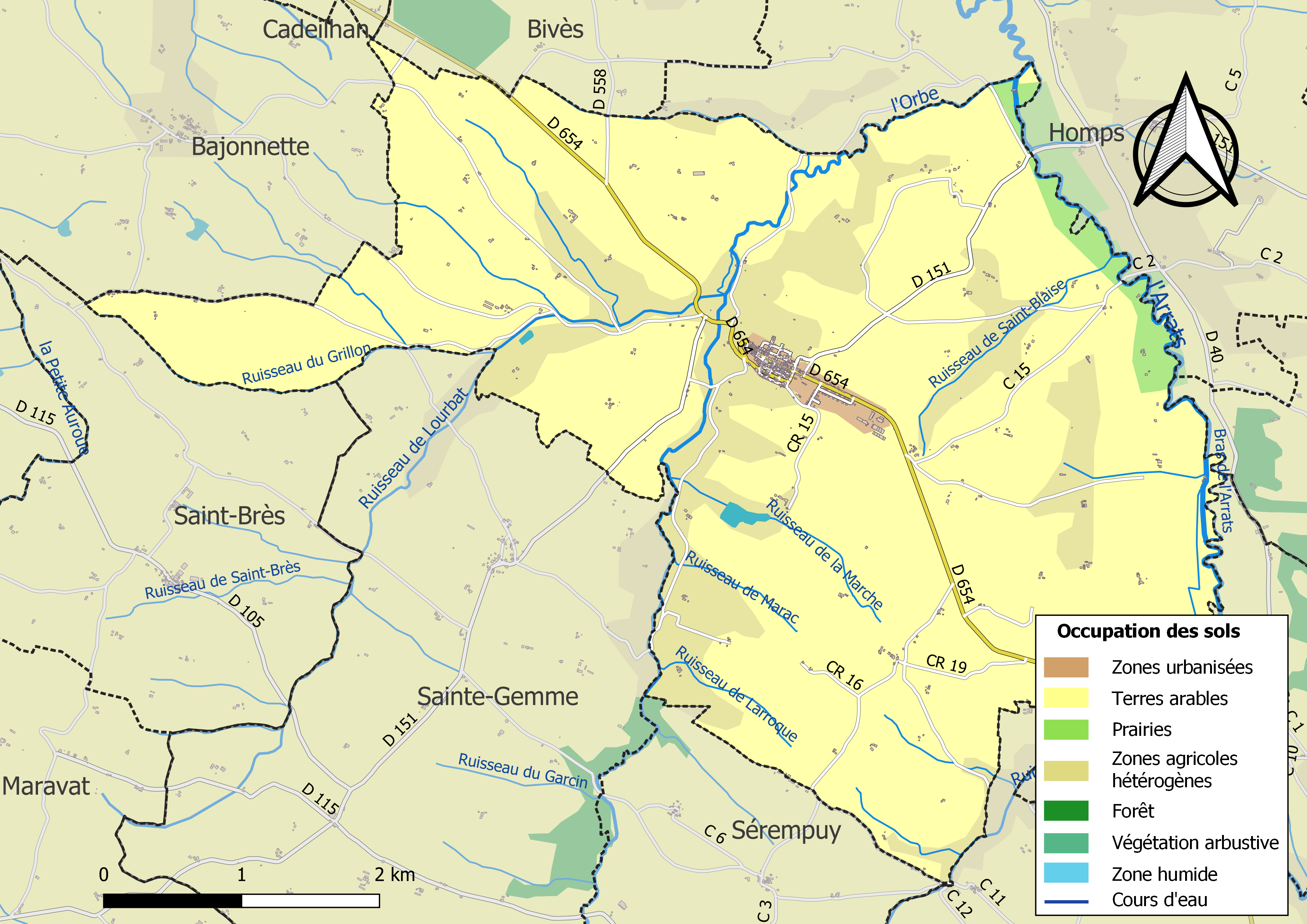
Carte des infrastructures et de l'occupation des sols de la commune en 2018 (CLC).

### Morphologie urbaine
Le village présente un ordonnancement de l'espace urbain typique d'une bastide médiévale : à savoir un plan en damiers avec rues à angle droit et une place centrale bordée par des maisons à galeries (« couverts ») où se situe la halle communale. Le village est une halte touristique pittoresque, tant de par la qualité de son patrimoine architectural que de son aspect de village médiéval perché dominant une rivière.

### Risques majeurs
Le territoire de la commune de Monfort est vulnérable à différents aléas naturels : météorologiques (tempête, orage, neige, grand froid, canicule ou sécheresse), inondations et séisme (sismicité très faible). Un site publié par le BRGM permet d'évaluer simplement et rapidement les risques d'un bien localisé soit par son adresse soit par le numéro de sa parcelle.
Certaines parties du territoire communal sont susceptibles d’être affectées par le risque d’inondation par débordement de cours d'eau, notamment l'Arrats et l'Orbe. La cartographie des zones inondables en ex-Midi-Pyrénées réalisée dans le cadre du XIe Contrat de plan État-région, visant à informer les citoyens et les décideurs sur le risque d’inondation, est accessible sur le site de la DREAL Occitanie. La commune a été reconnue en état de catastrophe naturelle au titre des dommages causés par les inondations et coulées de boue survenues en 1988, 1999, 2009 et 2018,.

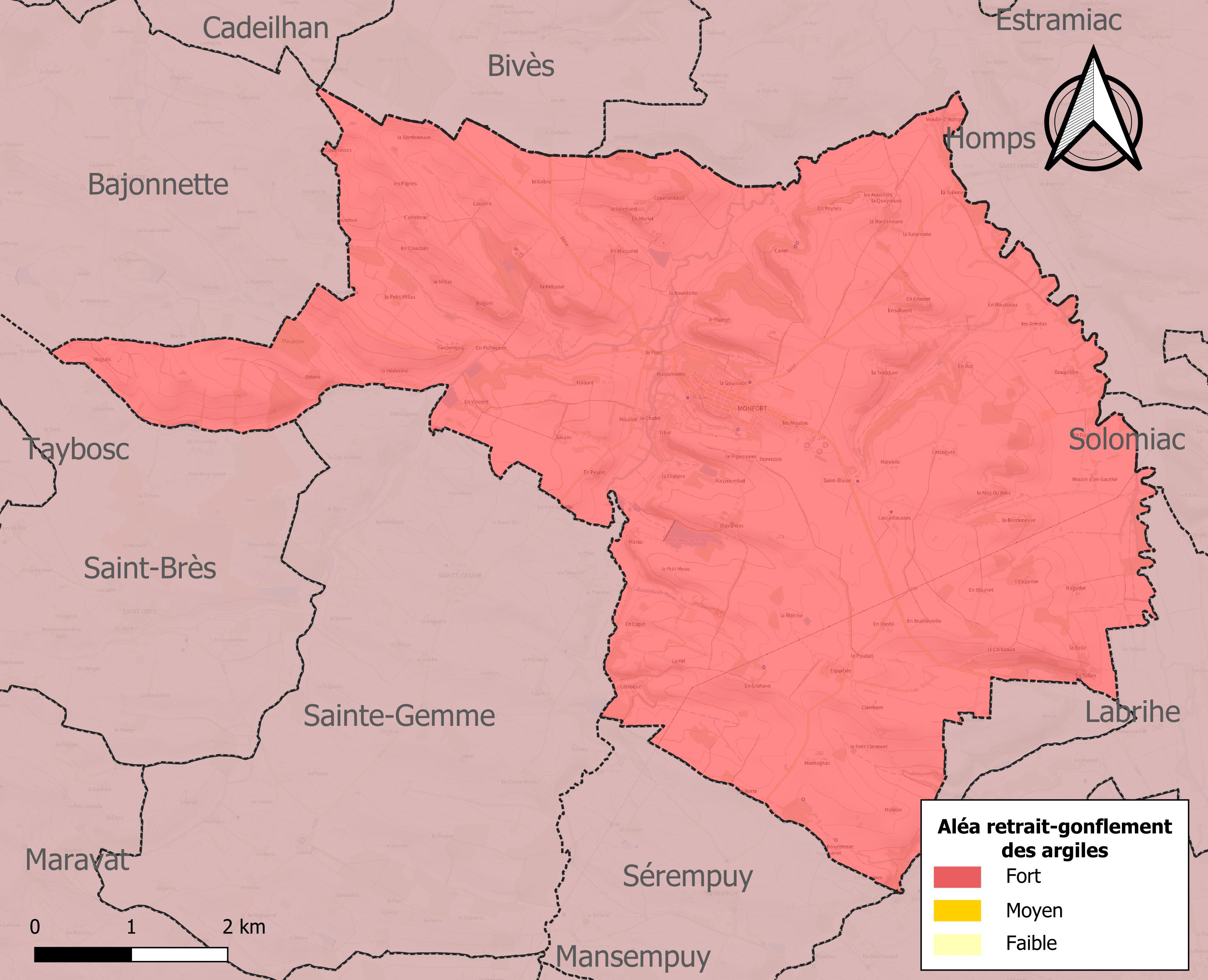
Carte des zones d'aléa retrait-gonflement des sols argileux de Monfort.

Le retrait-gonflement des sols argileux est susceptible d'engendrer des dommages importants aux bâtiments en cas d’alternance de périodes de sécheresse et de pluie. La totalité de la commune est en aléa moyen ou fort (94,5 % au niveau départemental et 48,5 % au niveau national). Sur les 320 bâtiments dénombrés sur la commune en 2019, 320 sont en aléa moyen ou fort, soit 100 %, à comparer aux 93 % au niveau départemental et 54 % au niveau national. Une cartographie de l'exposition du territoire national au retrait gonflement des sols argileux est disponible sur le site du BRGM,.
Par ailleurs, afin de mieux appréhender le risque d’affaissement de terrain, l'inventaire national des cavités souterraines permet de localiser celles situées sur la commune.
Concernant les mouvements de terrains, la commune a été reconnue en état de catastrophe naturelle au titre des dommages causés par la sécheresse en 1989, 2003, 2012, 2015, 2016 et 2017 et par des mouvements de terrain en 1999.

## Toponymie
En-dehors de la ville forte, la commune offre un habitat dispersé ; de nombreux lieux-dits commencent par le préfixe "en". L'ancienne commune et le château d'Esclignac se trouvent au-delà de l'Orbe, à 1300 m au N-O en direction de Bajonnette.

## Histoire
L'acte de fondation de la bastide n'est pas connu mais il dut précéder de peu celui de l'octroi des coutumes le 12 novembre 1275 par Géraud V, Comte d'Armagnac. On prétend que cette bastide avait pour but d'assainir la région infestée par les brigands, entre Mauvezin et Fleurance.
La ville est encore ceinturée de remparts dans lesquels ouvraient au moins trois portes. Les rues se coupent à angle droit.
Au XVIIIe siècle, les Preissac, seigneurs d'Esclignac ont porté les titres de comtes, marquis et ducs d'Esclignac (brevet de 1787), mais ces distinctions paraissent plutôt assises sur la seigneurie de Fimarcon (ancien marquisat) dont ils avaient hérité.

## Politique et administration

### Commune: territoire et institution
La commune absorbe en 1824 Esclignac.

### Liste des maires
| Période                                  | Période  | Identité               | Étiquette | Qualité |
| ---------------------------------------- | -------- | ---------------------- | --------- | ------- |
| Les données manquantes sont à compléter. |          |                        |           |         |
| 1792                                     | 1795     | Pierre Deluc           |           |         |
| 1795                                     | 1798     | Antoine Septe          |           |         |
| 1798                                     | 1799     | Pierre Despons         |           |         |
| 1799                                     | 1800     | Guillaume Bacquie      |           |         |
| 1800                                     | 1815     | Jean Jacques Goulard   |           |         |
| 1815                                     | 1821     | Jean François Dupouilh |           |         |
| 1821                                     | 1824     | Joseph Marmoyet        |           |         |
| 1824                                     | 1830     | Hitte (de La)          |           |         |
| 1830                                     | 1835     | Marcelin Goulard       |           |         |
| 1835                                     | 1845     | Mathieu Goulard        |           |         |
| 1845                                     | 1847     | Joseph Dupin           |           |         |
| 1847                                     | 1848     | Henri Gariepuy         |           |         |
| 1848                                     | 1850     | Jean François Morisse  |           |         |
| 1850                                     | 1855     | Martin Saubolle        |           |         |
| 1855                                     | 1862     | Cyprien Daguzan        |           |         |
| 1862                                     | 1863     | Louis Marcel Dossat    |           |         |
| 1863                                     | 1870     | Osmin Gariepuy         |           |         |
| 1870                                     | 1871     | Louis Saline           |           |         |
| 1870                                     | 1871     | Léon Troyes            |           |         |
| 1870                                     | 1871     | Auguste Morisse        |           |         |
| 1871                                     | 1892     | Henri Hitte (de La)    |           |         |
| 1892                                     | 1892     | Auguste Morisse        |           |         |
| 1892                                     | 1896     | Adolphe Fourcade       |           |         |
| 1896                                     | 1898     | Raymond Olivier        |           |         |
| 1898                                     | 1908     | Antoine Daune          |           |         |
| 1908                                     | 1919     | Marc Falga             |           |         |
| 1919                                     | 1937     | Louis Goubies          |           |         |
| 1937                                     | 1945     | Albert Montaubric      |           |         |
| 1945                                     | 1965     | Charles Dardenne       |           |         |
| 1965                                     | 1983     | Roger Carrère          |           |         |
| 1983                                     | 1995     | Pierre Laffitte        |           |         |
| 1995                                     | 2014     | Denis Carrère          | UMP       |         |
| 2014                                     | 2020     | Martine Martin         | DVG       |         |
| 2020                                     | En cours | Régis Lagardère        |           |         |

## Population et société

### Démographie
L'évolution du nombre d'habitants est connue à travers les recensements de la population effectués dans la commune depuis 1793. Pour les communes de moins de 10 000 habitants, une enquête de recensement portant sur toute la population est réalisée tous les cinq ans, les populations de référence des années intermédiaires étant quant à elles estimées par interpolation ou extrapolation. Pour la commune, le premier recensement exhaustif entrant dans le cadre du nouveau dispositif a été réalisé en 2006.

En 2022, la commune comptait 513 habitants, en évolution de +4,69 % par rapport à 2016 (Gers : +1,04 %, France hors Mayotte : +2,11 %).
| 1793  | 1800  | 1806  | 1821  | 1831  | 1841  | 1846  | 1851  | 1856  |
| ----- | ----- | ----- | ----- | ----- | ----- | ----- | ----- | ----- |
| 1 119 | 1 039 | 1 175 | 1 202 | 1 452 | 1 386 | 1 411 | 1 375 | 1 289 |

| 1861  | 1866  | 1872  | 1876  | 1881  | 1886  | 1891 | 1896 | 1901 |
| ----- | ----- | ----- | ----- | ----- | ----- | ---- | ---- | ---- |
| 1 247 | 1 201 | 1 161 | 1 145 | 1 106 | 1 090 | 996  | 968  | 982  |

| 1906 | 1911 | 1921 | 1926 | 1931 | 1936 | 1946 | 1954 | 1962 |
| ---- | ---- | ---- | ---- | ---- | ---- | ---- | ---- | ---- |
| 900  | 843  | 772  | 753  | 747  | 754  | 702  | 731  | 644  |

| 1968 | 1975 | 1982 | 1990 | 1999 | 2006 | 2011 | 2016 | 2021 |
| ---- | ---- | ---- | ---- | ---- | ---- | ---- | ---- | ---- |
| 539  | 495  | 454  | 416  | 424  | 460  | 480  | 490  | 509  |

| 2022 | - | - | - | - | - | - | - | - |
| ---- | - | - | - | - | - | - | - | - |
| 513  | - | - | - | - | - | - | - | - |

## Économie

### Revenus
En 2018  (données Insee publiées en septembre 2021), la commune compte 227 ménages fiscaux, regroupant 475 personnes. La médiane du revenu disponible par unité de consommation est de 21 020 € (20 820 € dans le département).

### Emploi
|                | 2008  | 2013  | 2018  |
| -------------- | ----- | ----- | ----- |
| Commune        | 4,3 % | 9,1 % | 7,5 % |
| Département    | 6,1 % | 7,5 % | 8,2 % |
| France entière | 8,3 % | 10 %  | 10 %  |

En 2018, la population âgée de 15 à 64 ans s'élève à 269 personnes, parmi lesquelles on compte 75,7 % d'actifs (68,2 % ayant un emploi et 7,5 % de chômeurs) et 24,3 % d'inactifs,. Depuis 2008, le taux de chômage communal (au sens du recensement) des 15-64 ans est inférieur à celui de la France et du département.
La commune est hors attraction des villes,. Elle compte 201 emplois en 2018, contre 133 en 2013 et 139 en 2008. Le nombre d'actifs ayant un emploi résidant dans la commune est de 188, soit un indicateur de concentration d'emploi de 106,7 % et un taux d'activité parmi les 15 ans ou plus de 52,1 %.
Sur ces 188 actifs de 15 ans ou plus ayant un emploi, 70 travaillent dans la commune, soit 37 % des habitants. Pour se rendre au travail, 83,9 % des habitants utilisent un véhicule personnel ou de fonction à quatre roues, 4,8 % s'y rendent en deux-roues, à vélo ou à pied et 11,3 % n'ont pas besoin de transport (travail au domicile).

### Activités hors agriculture

#### Secteurs d'activités
47 établissements sont implantés  à Monfort au 31 décembre 2019. Le tableau ci-dessous en détaille le nombre par secteur d'activité et compare les ratios avec ceux du département,.
| Secteur d'activité                                                                                        | Commune | Commune | Département |
| Secteur d'activité                                                                                        | Nombre  | %       | %           |
| --- | ------- | ------- | ----------- |
| Ensemble                                                                                                  | 47      | 100 %   | (100 %)     |
| Industrie manufacturière, industries extractives et autres                                                | 10      | 21,3 %  | (12,3 %)    |
| Construction                                                                                              | 9       | 19,1 %  | (14,6 %)    |
| Commerce de gros et de détail, transports, hébergement et restauration                                    | 12      | 25,5 %  | (27,7 %)    |
| Information et communication                                                                              | 2       | 4,3 %   | (1,8 %)     |
| Activités financières et d'assurance                                                                      | 1       | 2,1 %   | (3,5 %)     |
| Activités immobilières                                                                                    | 2       | 4,3 %   | (5,2 %)     |
| Activités spécialisées, scientifiques et techniques et activités de services administratifs et de soutien | 5       | 10,6 %  | (14,4 %)    |
| Administration publique, enseignement, santé humaine et action sociale                                    | 4       | 8,5 %   | (12,3 %)    |
| Autres activités de services                                                                              | 2       | 4,3 %   | (8,3 %)     |

Le secteur du commerce de gros et de détail, des transports, de l'hébergement et de la restauration est prépondérant sur la commune puisqu'il représente 25,5 % du nombre total d'établissements de la commune (12 sur les 47 entreprises implantées  à Monfort), contre 27,7 % au niveau départemental.

#### Entreprises et commerces
Les deux entreprises ayant leur siège social sur le territoire communal qui génèrent le plus de chiffre d'affaires en 2020 sont : 
- Carrere, construction de routes et autoroutes (12 643 k€)
- Diffusion Conseil Strategie, commerce de gros (commerce interentreprises) de fournitures et équipements divers pour le commerce et les services (319 k€)

### Agriculture
La commune est dans la Lomagne, une petite région agricole occupant le nord-est du département du Gers. En 2020, l'orientation technico-économique de l'agriculture  sur la commune est l'exploitation de grandes cultures (hors céréales et oléoprotéagineuses).
|               | 1988  | 2000  | 2010  | 2020  |
| ------------- | ----- | ----- | ----- | ----- |
| Exploitations | 43    | 38    | 31    | 23    |
| SAU (ha)      | 1 481 | 1 291 | 1 319 | 1 113 |

Le nombre d'exploitations agricoles en activité et ayant leur siège dans la commune est passé de 43 lors du recensement agricole de 1988  à 38 en 2000 puis à 31 en 2010 et enfin à 23 en 2020, soit une baisse de 47 % en 32 ans. Le même mouvement est observé à l'échelle du département qui a perdu pendant cette période 51 % de ses exploitations,. La surface agricole utilisée sur la commune a également diminué, passant de 1 481 ha en 1988 à 1 113 ha en 2020. Parallèlement la surface agricole utilisée moyenne par exploitation a augmenté, passant de 34 à 48 ha.

## Culture locale et patrimoine

### Lieux et monuments
Le village conserve, entre autres :

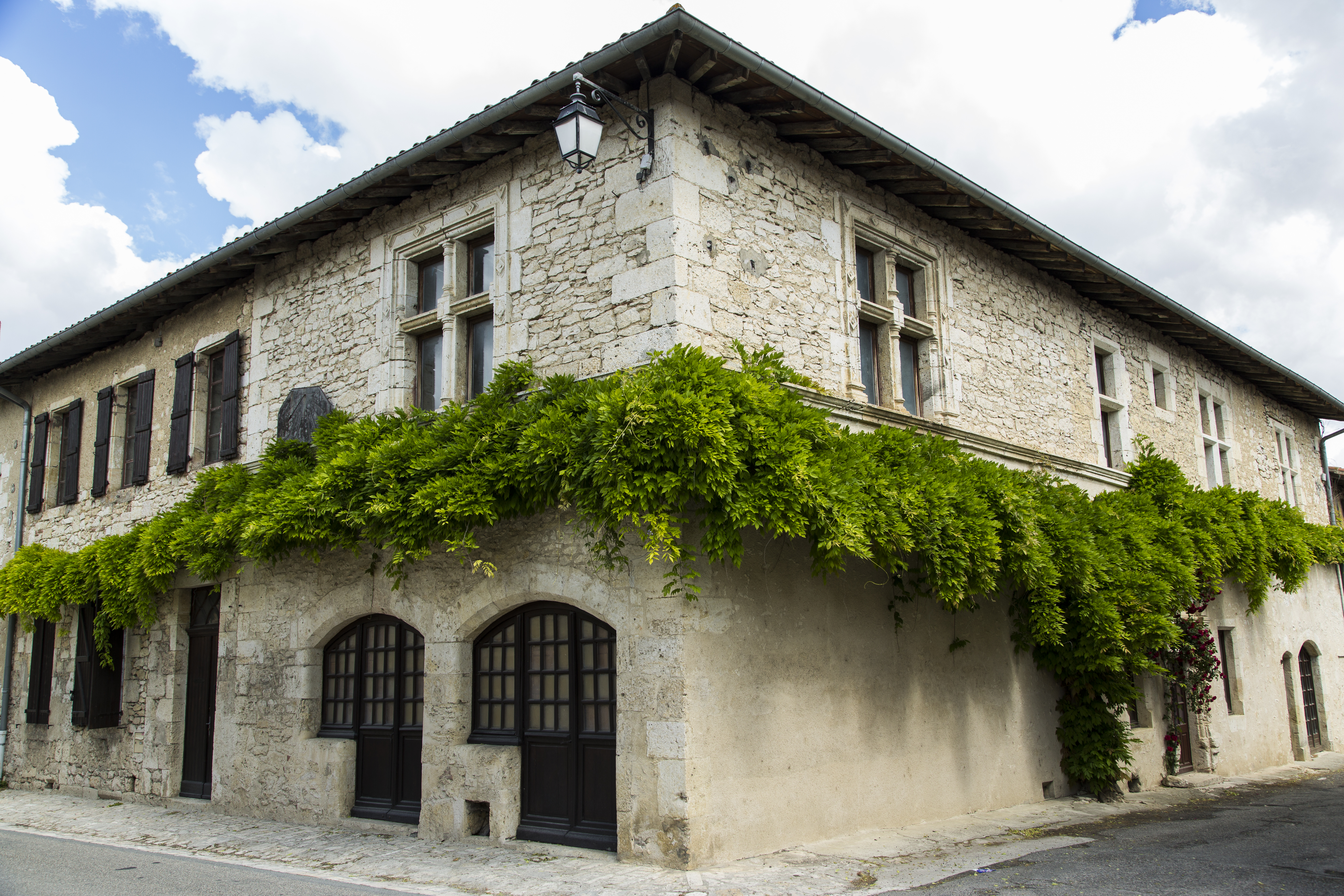
La maison natale du poète Guillaume du Bartas.

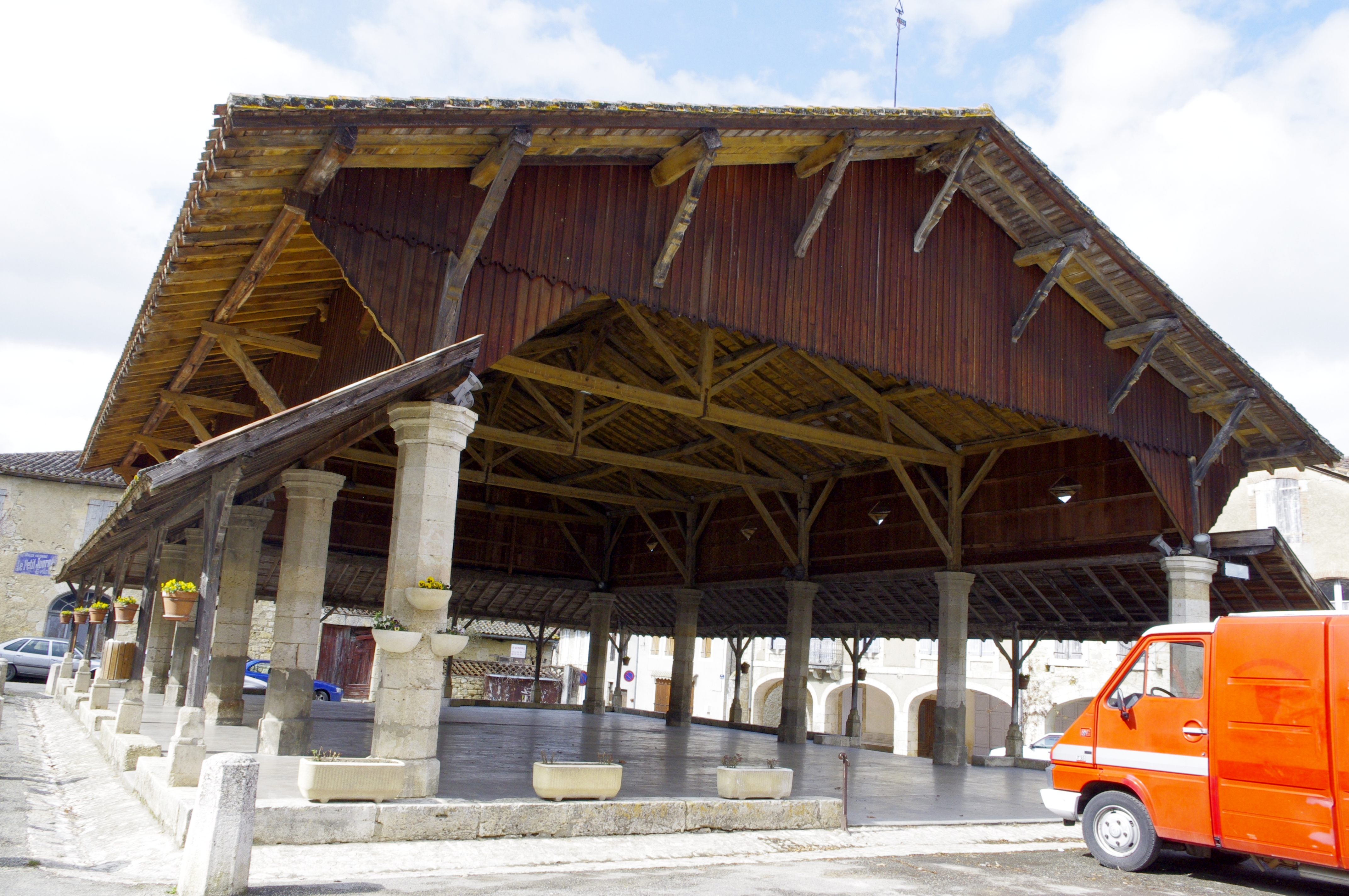
L'ancienne halle.

- l'église Saint-Clément (XIIIe siècle)  Classé MH (1964)[35],[36]. avec un clocher-tour octogonal, nef unique, chœur polygonal, chapelles logées entre les contreforts ; tableau XVIIIe, deux tableaux-retables en relief de stuc ou de bois XVIIe. Plusieurs objets sont référencés dans la base Palissy : Orgue (partie instrumentale)  Classé MH (1991), autel, tabernacle et contre table  Inscrit MH (1985), tableau de saint Roch  Inscrit MH (1985).

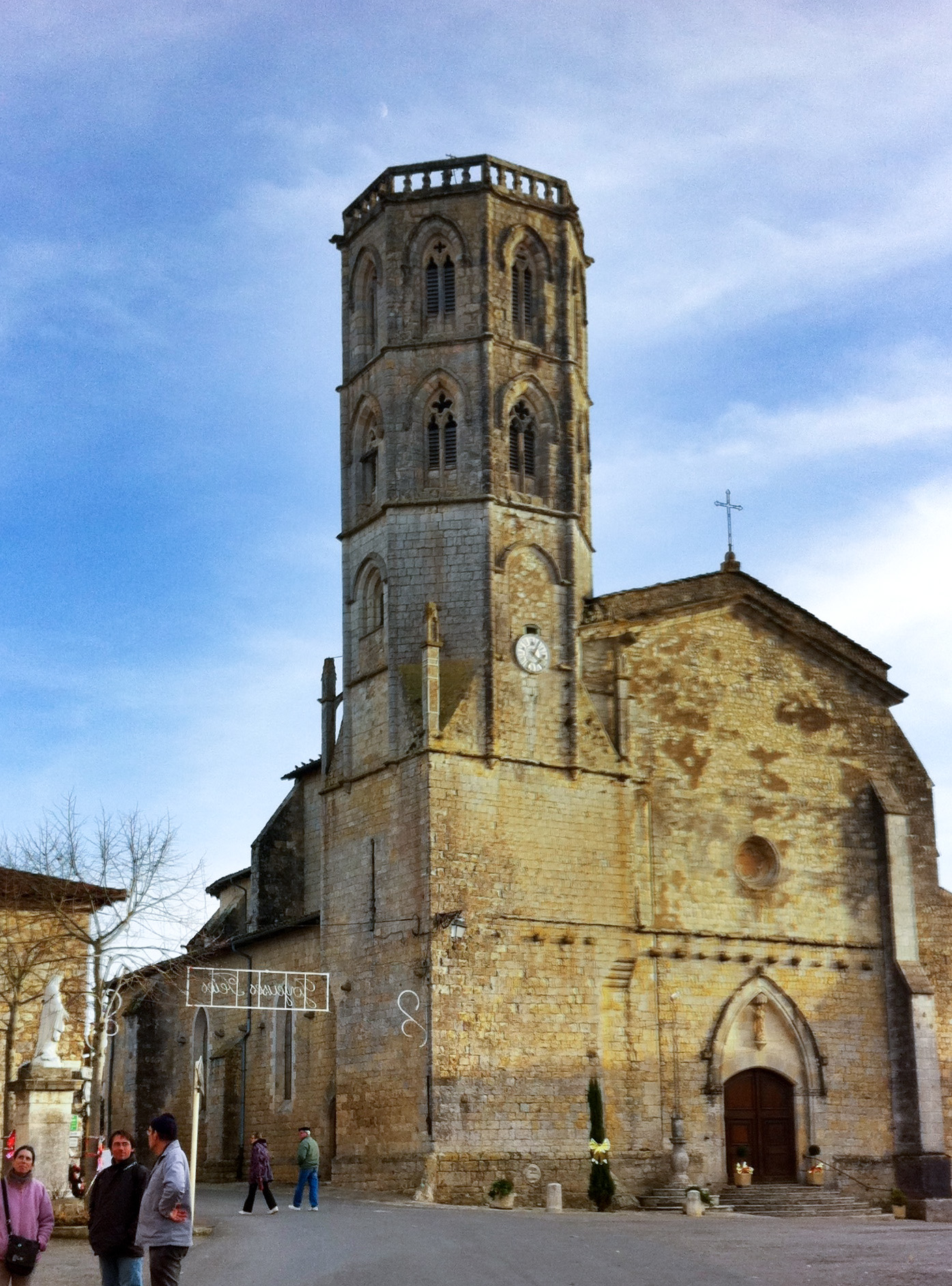
La façade principale et le clocher-tour octogonal
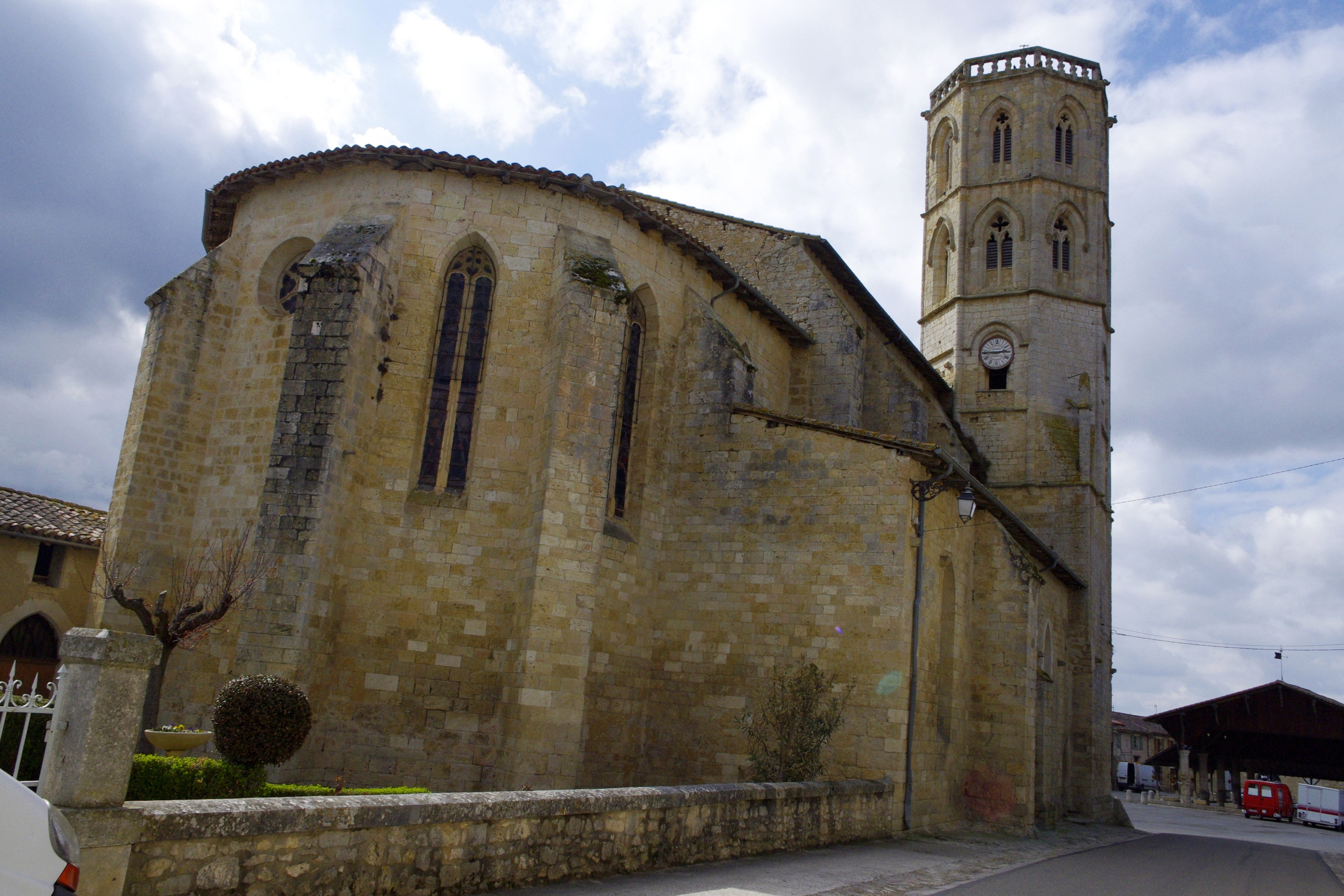
Le chevet
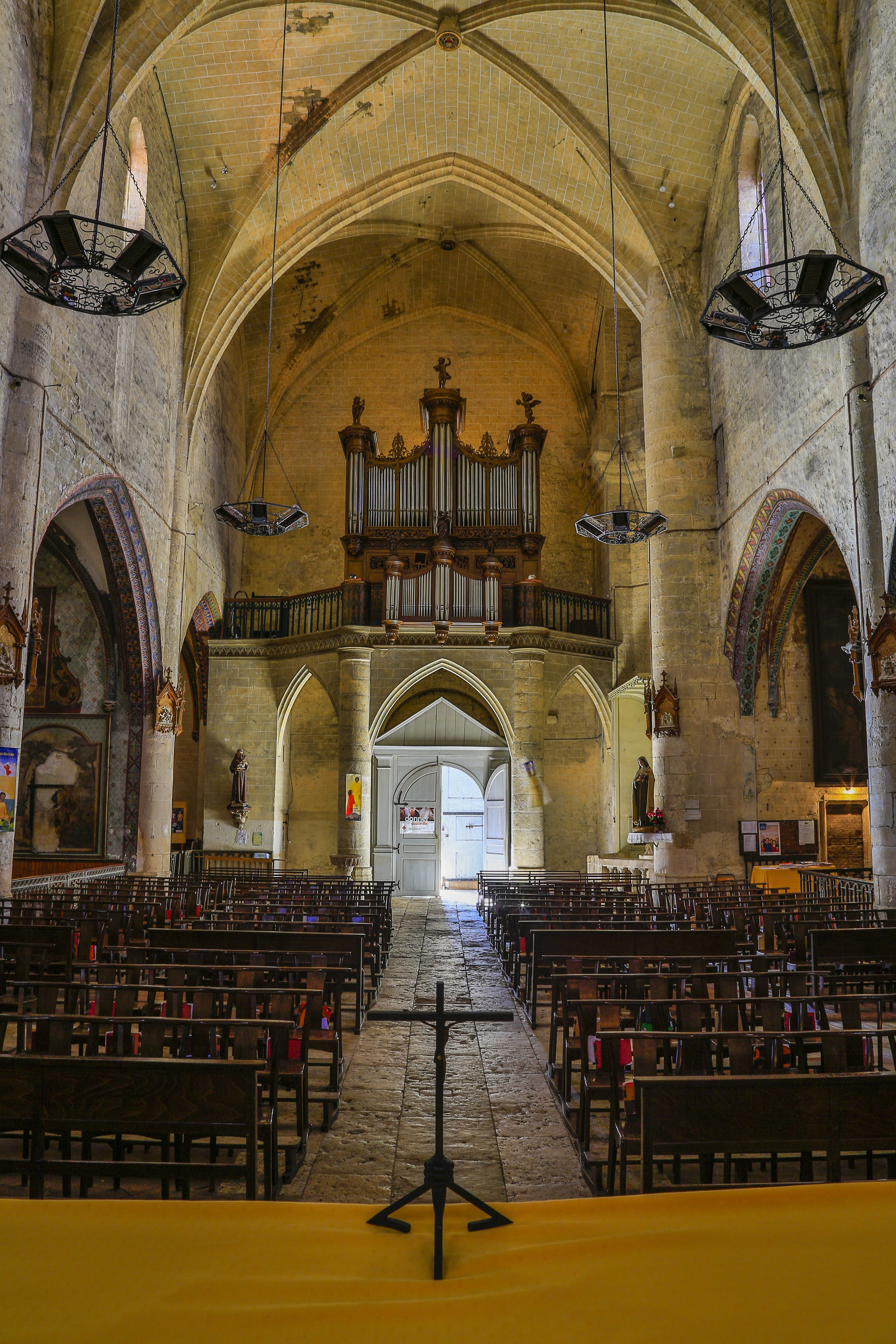
Vue de la nef depuis le chœur. L'orgue est placé au-dessus du portail d'entrée

- La maison natale de Guillaume Saluste du Bartas (demeure de style Renaissance remarquable par la finesse de ses proportions et de ses fenêtres à meneaux sculptés – MH – située dans la Grande Rue Saluste-du-Bartas).
- La place à arcades avec halle ancienne (aujourd'hui place de la Mairie).
- Une partie de l'ancienne enceinte fortifiée.
- Des maisons anciennes à colombage XIVe – XVe – XVIe siècle (place de la Mairie, rue d'Embonneau, Grande Rue Saluste-du-Bartas, rue des Écoles…) ou en pierre avec portes ogivales (par exemple : à l'angle de la place de la Mairie et de la Grande Rue Saluste-du-Bartas…).
- Des maisons de style Renaissance (par exemple l'immeuble abritant le bureau de poste – situé rue des Écoles –, le presbytère avec sa tour d'angle – situé derrière l'église…).

À proximité immédiate du village :
- La chapelle Saint-Blaise (XIe – XIIe siècle) située à la sortie du village, route de Mauvezin.

Chapelle Saint-Blaise
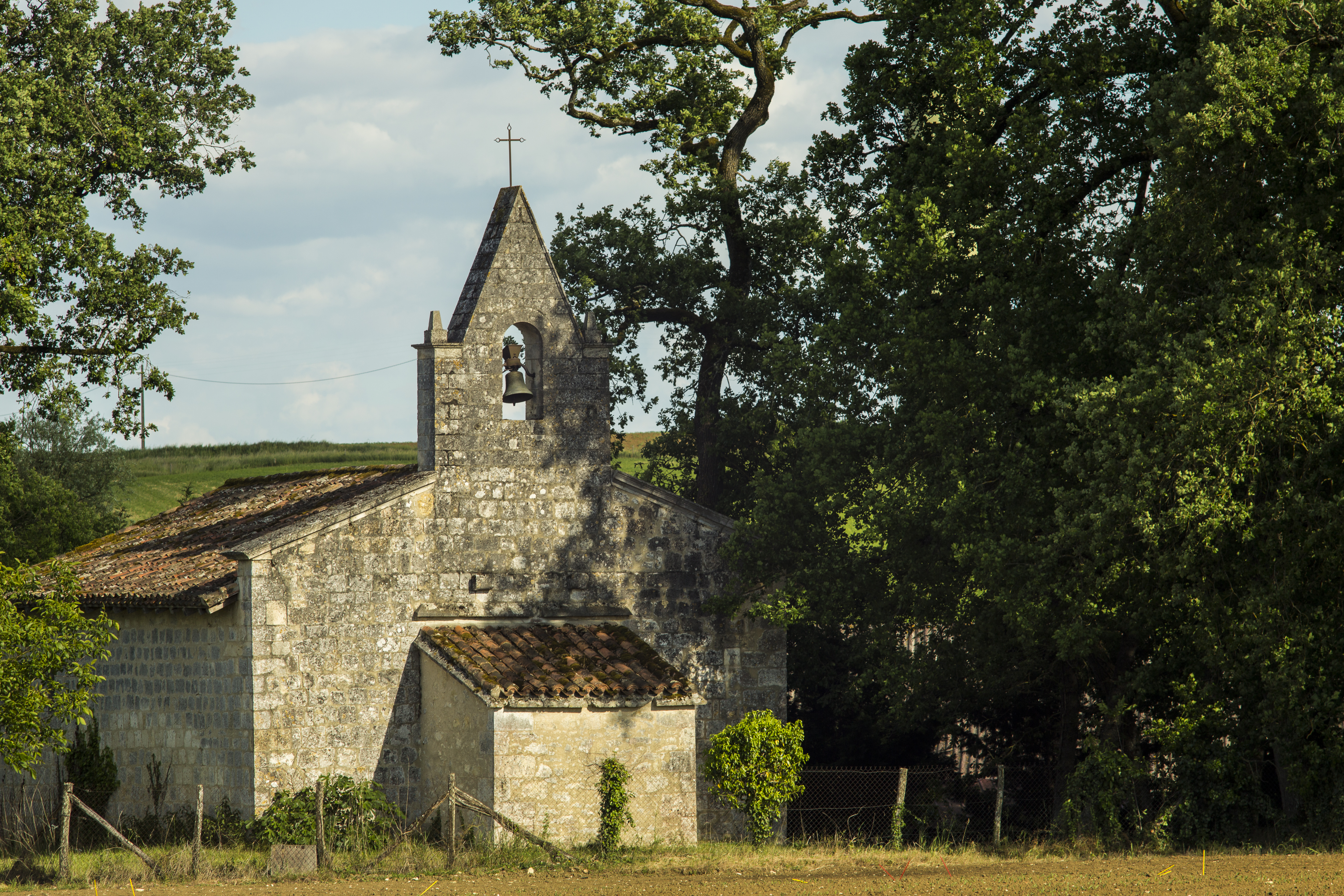
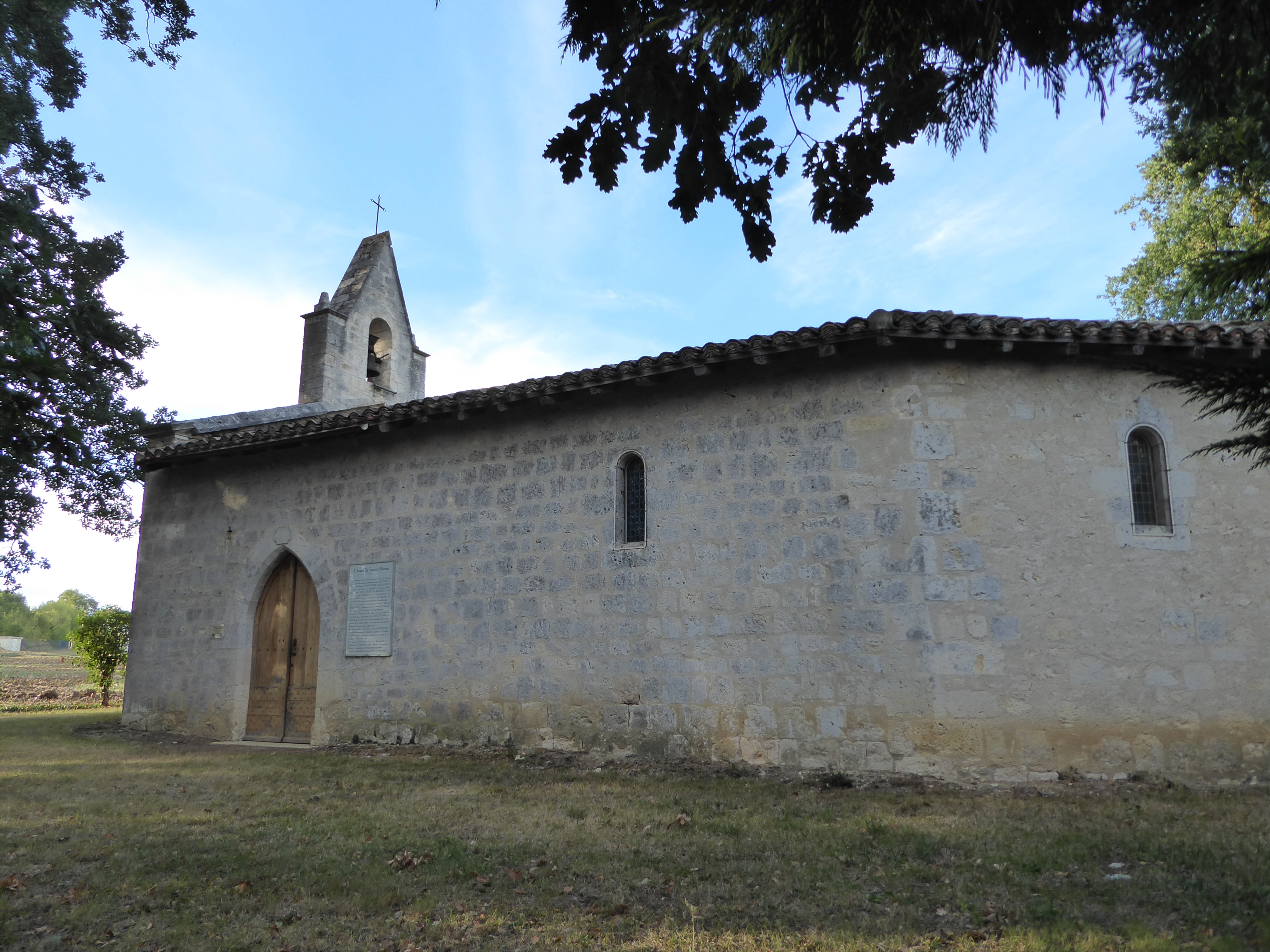
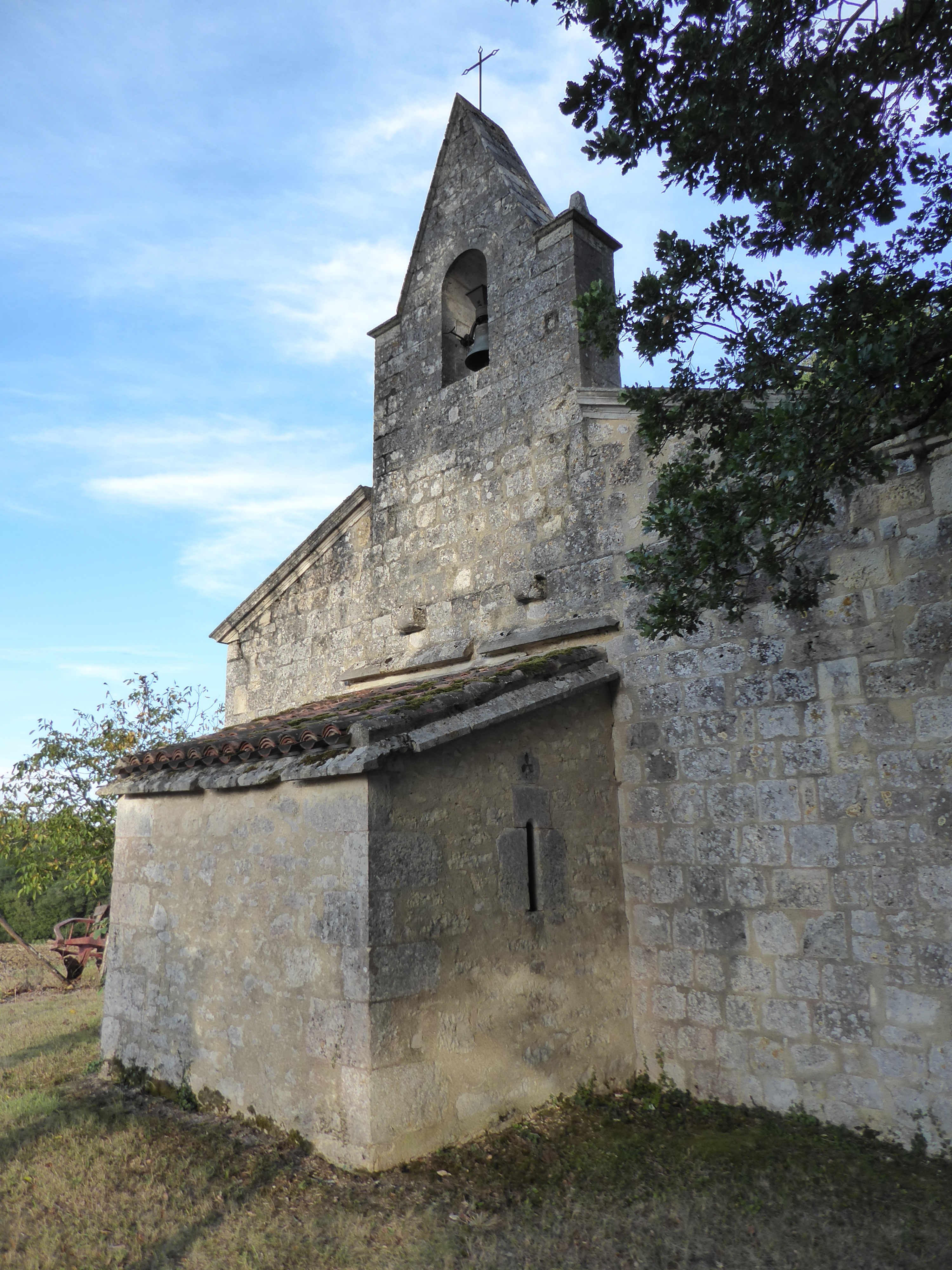
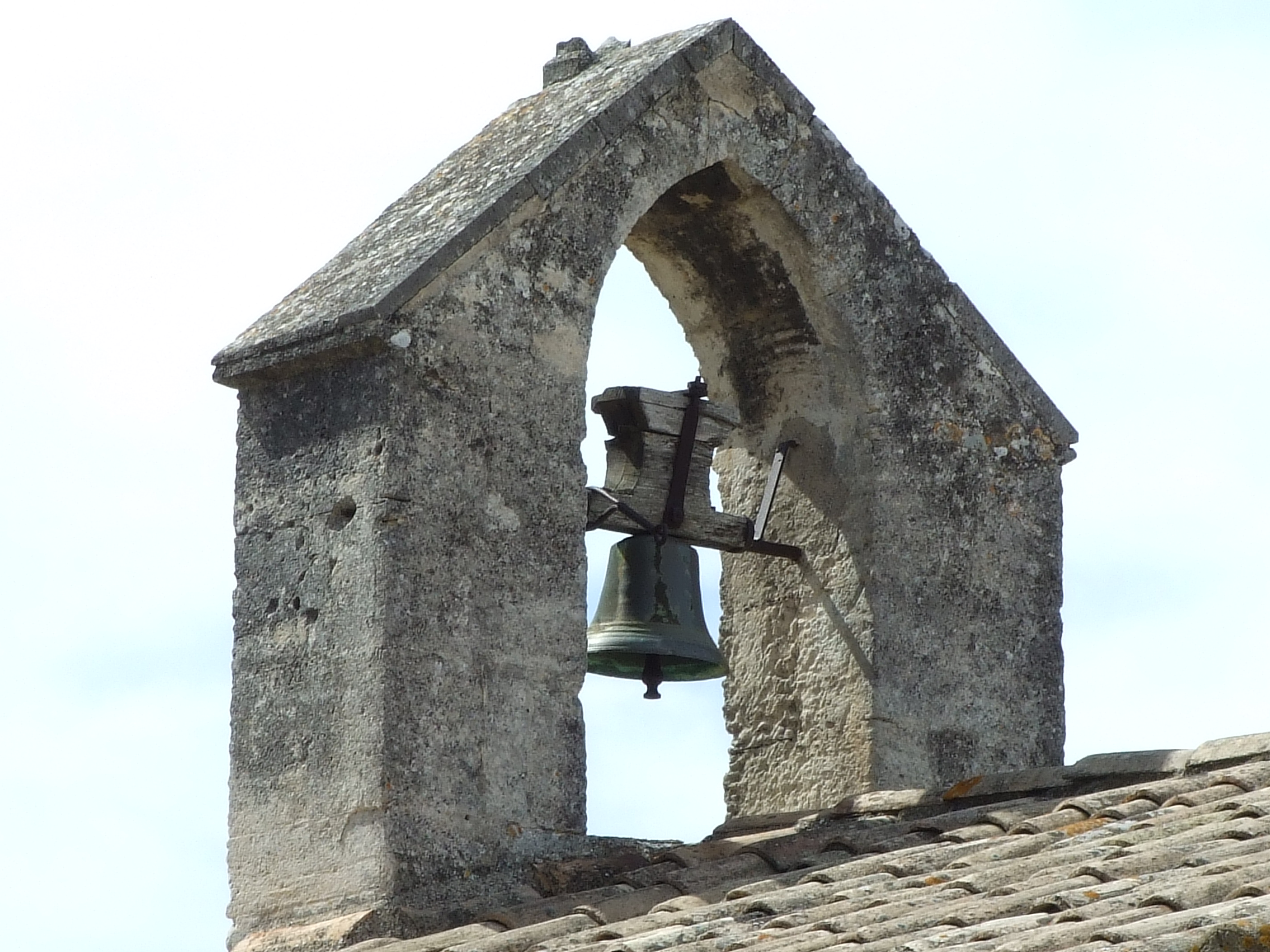
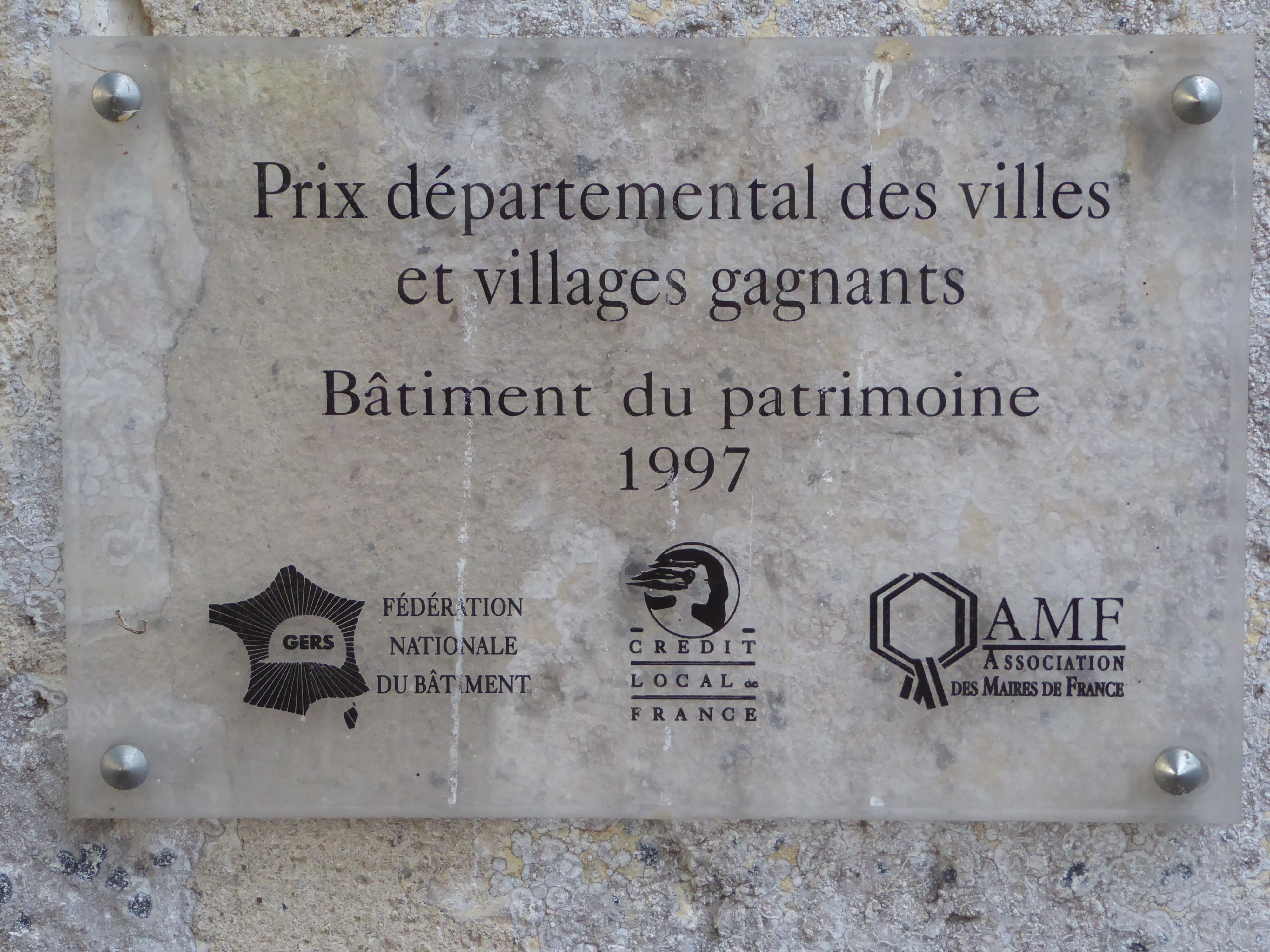

- Le château d'Esclignac  Inscrit MH (1958)[37]: logis rectangulaire flanqué d'une tour carrée et d'une tour circulaire, deux vastes cours, pont-levis, salles voûtées, douves ; parc, plan d'eau. Ce château a appartenu à la famille de Preissac, à la famille du Cos de la Hitte (sur la route de Fleurance), depuis 1986, il est la propriété des frères Bogdanoff.
- Des ruines de moulins à vent (lieu-dit de l'Armitas).
- La chapelle des comtes de La Hitte et tombes du XIXe siècle dans le cimetière.
- Le Lavoir ancien (à la sortie du village - route d'Homps).

### Personnalités liées à la commune
- Guillaume du Bartas (1544-1590), écrivain et poète français, lauréat de l'Académie des Jeux floraux.
- Anselme Bellegarrigue, écrivain et anarchiste.

### Fait divers

#### La tuerie de Monfort
Le 20 mai 1999, deux couples de Néerlandais sont assassinés dans la ferme de « La Boupillère » ; les propriétaires, Artie et Marianne Van Hulst ainsi que sa sœur Dorothea Nieuwenhuis et son mari Johan sont les victimes de Kamel Ben Salah, employé par les Van Hulst pour effectuer des travaux de peinture.

### Héraldique
| Blason | Blasonnement : De gueules à la montagne d'or mouvant de la pointe, sommée d'un créquier du même accompagné, en chef, de deux besants d'argent chargés d'une croix d'azur. |